# Traian Moșoiu
 (juillet 2022).
La mise en forme du texte ne suit pas les recommandations de Wikipédia : il faut le « wikifier ».
Les points d'amélioration suivants sont les cas les plus fréquents. Le détail des points à revoir est peut-être précisé sur la page de discussion.
- Les titres sont pré-formatés par le logiciel. Ils ne sont ni en capitales, ni en gras.
- Le texte ne doit pas être écrit en capitales (les noms de famille non plus), ni en gras, ni en italique, ni en « petit »…
- Le gras n'est utilisé que pour surligner le titre de l'article dans l'introduction, une seule fois.
- L'italique est rarement utilisé : mots en langue étrangère, titres d'œuvres, noms de bateaux, etc.
- Les citations ne sont pas en italique mais en corps de texte normal. Elles sont entourées par des guillemets français : « et ».
- Les listes à puces sont à éviter, des paragraphes rédigés étant largement préférés. Les tableaux sont à réserver à la présentation de données structurées (résultats, etc.).
- Les appels de note de bas de page (petits chiffres en exposant, introduits par l'outil «  Source ») sont à placer entre la fin de phrase et le point final[comme ça].
- Les liens internes (vers d'autres articles de Wikipédia) sont à choisir avec parcimonie. Créez des liens vers des articles approfondissant le sujet. Les termes génériques sans rapport avec le sujet sont à éviter, ainsi que les répétitions de liens vers un même terme.
- Les liens externes sont à placer uniquement dans une section « Liens externes », à la fin de l'article. Ces liens sont à choisir avec parcimonie suivant les règles définies. Si un lien sert de source à l'article, son insertion dans le texte est à faire par les notes de bas de page.
- La présentation des références doit suivre les conventions bibliographiques. Il est recommandé d'utiliser les modèles {{Ouvrage}}, {{Chapitre}}, {{Article}}, {{Lien web}} et/ou {{Bibliographie}}. Le mode d'édition visuel peut mettre en forme automatiquement les références.
- Insérer une infobox (cadre d'informations à droite) n'est pas obligatoire pour parachever la mise en page.

Pour une aide détaillée, merci de consulter Aide:Wikification.
Si vous pensez que ces points ont été résolus, vous pouvez retirer ce bandeau et améliorer la mise en forme d'un autre article.
Traian Moșoiu, né le 2 juillet 1868 à Tohanu Nou (en Transylvanie du sud) et décédé le 15 août 1932 à Bucarest, est un général légendaire de l'armée roumaine.
Il joua un rôle essentiel dans la libération de la Transylvanie durant la période 1918-1919, soit pendant la deuxième moitié de la Première Guerre mondiale. Stratège remarquable, il est considéré comme le fer de lance de la reconquête roumaine de la Transylvanie. Au lendemain de la Première Guerre mondiale, il fut nommé gouverneur militaire de la Transylvanie. Une fois à la retraite, il est devenu homme politique, d’abord sénateur et ensuite, ministre. Entre le 2 mars 1920 et le 12 mars 1920, il a été  Ministre de la Guerre. Par la suite, il a également été Ministre des Communications et respectivement, Ministre de l’Industrie et du Commerce.

## Études
Une fois diplômé de l'école primaire de son village natal, il est inscrit  par ses parents au lycée Andrei Șaguna de la ville de Brașov.
Traian Moșoiu y améliore sa connaissance des langues allemande, française et hongroise, obtenant son diplôme d'études secondaires avec la mention "très bien". Par la suite, Moșoiu est envoyé par ses parents faire des études militaires à Budapest et à Vienne, à l'Académie militaire thérésienne de Wiener Neustadt, une des plus anciennes académies militaires au monde. Le 1er juin 1889, Traian Moșoiu termine les cours de l'Académie militaire de Wiener Neustadt, dont il sort diplômé avec le grade de sous-lieutenant dans l'armée austro-hongroise et est affecté à un régiment de la garnison de Sibiu et ultérieurement, au Maramureș.

## Carrière militaire et politique
Une fois ses études militaires à Vienne terminées, T. Mosoiu devint officier actif dans l’armée austro-hongroise pendant cinq années. En 1891, il traverse les Carpates afin de s'enrôler dans l'armée roumaine, marqué comme beaucoup de jeunes de Transylvanie de sa génération, qui sont ethniquement Roumains, par un désir de contribuer à la lutte contre la domination austro-hongroise. Un de ses frères, Aurelian Moșoiu, quitte lui aussi la Transylvanie et s’installe à Ploiești, où il devient professeur de latin et traducteur.
Dans l’armée roumaine, T. Mosoiu eut une carrière très rapide et fut fort apprécié par ses supérieurs. Avec une belle régularité il conquiert ses grades. C’est un officier avec une formation militaire solide. Il publie d’ailleurs entre 1909-1910 deux ouvrages sur la théorie de l'infanterie : "L’esprit offensif de l’infanterie" et "Les instructeurs des recrues de l’infanterie". En outre, il participe à la campagne militaire de Bulgarie en 1913 et, le 1er octobre 1913, il est nommé commandant du 30e régiment de chasseurs alpins de Câmpulung, avec le grade de lieutenant-colonel. La déclaration de guerre de la Roumanie contre l'Autriche-Hongrie (14/27 août 1916) le trouve au poste de commandant du 2e régiment de Vâlcea et de commandant du groupe opérationnel Olt - Lotru.

Il a été décoré avec l'Ordre "Mihai Viteazul", classe III, pour la façon dont il a dirigé les différentes unités qu'il a commandées lors de la campagne de 1916.
"Pour la bravoure et l'habileté avec lesquelles il a commandé la 3e brigade d'infanterie dans les batailles de Tălmaci du 13 au 16 septembre et la 20e division dans les batailles de la région de la Vallée du Lotru, entre le 17 septembre et le 5 octobre 1916. Pour la contre-attaque qu'il a personnellement menée contre le Mont Pietrosul, capturant du matériel de guerre et des prisonniers. Le 8 octobre, il prend le commandement de la 23e division, qu'il dirige énergiquement dans les combats ayant lieu dans les Carpates, à gauche de la rivière Olt, déjouant les forces d'un ennemi supérieur en nombre et en armement.
Haut Décret no. 16 du 2 janvier 1918  :p. 121
Il remplit successivement les fonctions de commandement du Groupe Lotru, de la Brigade 3 d’infanterie, de nouveau du Groupe Lotru, de la Brigade 23 d’infanterie, de la Réserve du 1er Corps d‘Armée, de la Division 23 d’infanterie avec laquelle il a mené des combats âpres dans la Vallée de l’Olt, qu’il qualifie dans un de ses livres, de bataille de “Thermopyles de la nation roumaine”, ainsi que dans le couloir Timiş-Cerna, de la Vallée du Jiu, Bran - Câmpulung, Vallée de la Prahova, Oituz etc.
En janvier 1917, Traian Moșoiu est promu au grade de général de brigade et nommé au commandement de la 12e Division d'infanterie. Il va notamment se distinguer lors des combats de 1917, en tant que commandant de la Division 12 d’infanterie, lors des batailles dites du „triangle de la mort” (Mărăşeşti, Galaţi - Iaşi, du Vârful Cocoşilă, de la Valea Dumicuşului et de Răchitaşul.
Sa carrière professionnelle enregistre un nouveau succès lorsque le Grand Quartier Général le nomme gouverneur militaire de Transylvanie le 12 mars 1919. Un mois plus tard, le 12 avril 1919, Traian Moșoiu est promu commandant du "Groupe d'armées du Nord", contribuant ainsi décisivement à la libération de la partie ouest du pays, y compris des villes de Șimleu Silvaniei, Beiuș, Oradea (20 avril 1919), Salonta, Carei, Satu Mare. Poursuivant les combats jusqu'à Budapest, il dirigea "Le Groupe de manœuvre Général Moșoiu". Après l'offensive lancée par l'Armée rouge hongroise, dans la nuit du 19 au 20 19 juillet 1919, le groupe réussit à empêcher la pénétration des unités hongroises sur la Tisza, et à créer les conditions permettant à l'armée roumaine de passer à l'offensive (24 juillet, 1919). La Hongrie, devenue en 1919 une république communiste, sur le modèle soviétique, avait en effet envahi la Transylvanie, qu’elle voulait reprendre, et ce quelques mois seulement après que la Transylvanie fût redevenue territoire roumain, à la suite du traité de Trianon. Après l’entrée d'autres forces de l'armée roumaine à Budapest (3 août 1919), le général Moșoiu est nommé commandant de la garnison militaire roumaine de Budapest et gouverneur militaire des territoires hongrois situés à l'ouest de la Tisza.
En décembre 1919, il fut placé en réserve, sur sa demande, ce qui lui permit de rejoindre le Parti libéral, Partidul Național Liberal, et d’être nommé ministre de la Guerre dans le gouvernement présidé par Alexandru Vaida-Voevod. En 1921, le général Moșoiu est nommé sénateur de droit, se rallie à la politique libérale, et fait sienne la devise "Par nous-mêmes".
Outre son poste de Ministre de la Guerre, le général Traian Moșoiu a également été successivement Ministre des Communications (24 janvier 1922 - 29 octobre 1923) et Ministre de l'Industrie et du Commerce (30 octobre 1923 - 29 mars 1926) dans le gouvernement de Ion IC Brătianu (VI) ( 19 janvier 1922 - 29 mars 1926).
En effet, avec l'arrivée au pouvoir du gouvernement présidé par Ion I. C. Bratianu (19 janvier 1922 - 30 mars 1926), le général Traian Moșoiu est nommé Ministre des Communications le 24 janvier 1922. Une de ses responsabilités clé pendant son mandat est de diriger la commission chargée de l’organisation du couronnement du Roi Ferdinand Ier de Roumanie et de la Reine Marie à Alba Iulia, dans la cathédrale de la Réunification (15 octobre 1922). Le général Traian Moșoiu s’éteint le 15 août 1932 à Bucarest et est enterré avec honneurs au cimetière militaire de Bellu de la capitale roumaine.
Le chapitre le plus important de la biographie du général Moșoiu est sans doute celui où il fut considéré comme le fer de lance de la campagne de libération de la Transylvanie (période novembre 1918 - avril 1919 ), d'abord comme commandant de la 7e division d'infanterie, puis à la tête du Commandement des Troupes de Transylvanie ( 11 décembre 1918 - 12 avril 1919), puis des Groupes Nord et de Manœuvre.
Toute la vie et l'activité du général Traian Moșoiu ont été marquées par sa nomination, par le Roi Ferdinand Ier, à Sibiu, en décembre 1918, comme commandant des troupes de Transylvanie, qui ont commencé ainsi à se moderniser et à fonctionner efficacement.

## Postes occupés
- Commandant de compagnie au 9e régiment roumain (1901 - 1904)
- Commandant de compagnie du 9e bataillon de chasseurs de Ploiești
- Commandant du 1er bataillon d'infanterie du 30e régiment Muscel
- Chef de la section de mobilisation du 30e Régiment Muscel
- Commandant du 6e régiment "Mihai Viteazul" de Bucarest
- Commandant du 7e bataillon de chasseurs de Galati
- Commandant du 2e régiment d'infanterie Râmnicu Vâlcea
- Commandant de la 3e brigade d'infanterie (1916)
- Commandant de la 23e division d'infanterie (1916)
- Commandant de la 12e division d'infanterie (1917)
- Commandant de la 7e division d'infanterie roumaine (1918)
- Gouverneur militaire de Transylvanie (1918)
- Commandant du groupe d'armées "Nord" (1919)
- Commandant de la garnison roumaine de Budapest (1919)
- Gouverneur militaire des territoires hongrois à l'ouest de la rivière Tisza (1919)
- Ministre de la guerre dans le gouvernement Alexandru Vaida-Voevod (1920)
- Sénateur
- Ministre des Communications (1922-1923) dans le gouvernement de Ion IC Brătianu
- Ministre de l'Industrie et du Commerce (1923-1926) dans le gouvernement de Ion IC Brătianu (VI)

Il est placé en réserve, à sa demande, en décembre 1919.

## In memoriam
Pour honorer la mémoire du général, plusieurs villes et villages en Transylvanie ont des rues qui portent son nom: Arad, Bran, Cluj, Oradea, Târgu Mureș etc. La plus connue parmi ces rues est sans doute la rue où se trouve le château de Bran, dit de Dracula.
Depuis 2019, année marquant 100 ans depuis la libération d’Oradea du joug hongrois, le Musée de la Ville d’Oradea abrite une exposition permanente consacrée au général. Située près de la frontière hongroise, Oradea remercie ainsi le général de l’avoir libérée de l’occupation instaurée par la Hongrie communiste dirigée par Bela Kun, en 1919. La ville accueille également depuis 1992 un buste du général, réalisé en bronze par le sculpteur Teodor Zamfirescu.
La ville de Cluj et le lieu de naissance du général, Tohanu Nou, abritent un buste du général.
Le président roumain du pays de
l’époque Traian Băsescu a participé, le dimanche 12 août 2007, à la cérémonie de dévoilement de la statue du général Traian Moșoiu, dans le parc central de Bran, à l'occasion du 75e anniversaire de la mort du général.

## Prix
- Ordre "Mihai Viteazul", classe III, 2 janvier 1918 [4] :p. 121

## Remarques
1. ↑  Generalul Traian Moşoiu (1865-1932), un ARHANGHEL şi EROU al apărării MARII UNIRI (1918-1919), CETĂŢEAN DE ONOARE al Năsăudului (4 mars 1924), par le colonel (r.) prof. dr. Vasile Şt. Tutula, Editura Mega, Cluj, 2013
2. ↑   Le Ministère de la Guerre, Annuaire des officiers et des drapeaux de l’Armee Roumaine ayant reçu l’ordre „Michel le Brave”, Atelierele grafice „Socec & Co”, Bucarest, 1930
3. ↑  Dezvelirea statuii generalului Traian Moșoiu
4. ↑  Ministerul de Răsboiu, Anuarul ofițerilor și drapelelor Armatei Române cărora li s-au conferit ordinul „Mihai Viteazul”, Atelierele grafice „Socec & Co”, București, 1930
5. ↑  Generalul Traian Moșoiu în poezia populară